# 반졸리니흰반점얼굴사키
반졸리니흰반점얼굴사키(Pithecia vanzolinii)는 신세계원숭이에 속하는 사키원숭이의 일종이다. 브라질 서부에 분포한다. 학명과 일반명은 브라질 동물학자 파울로 반졸리니(Paulo Vanzolini)의 이름에서 유래했다. 원래는 허쉬코비츠(Hershkovitz)가 타파조스강사키의 아종(Pithecia irrorata vanzolinii)으로 기재했지만, 2014년에 별도의 종으로 승격되었다. 오랫동안 기록없이 자연 상태로 있었다. 2017년, 최초로 발견된 지 61년만에 재발견되었다.